# Gentianella caucasea
Gentianella caucasea là một loài thực vật có hoa trong họ Long đởm. Loài này được (Lodd. ex Sims) Holub mô tả khoa học đầu tiên năm 1967.